# Infor Global Solutions
Infor Global Solutions je americká soukromá společnost se sídlem v americkém městě Alpharetta, ve státě Georgie, která se specializuje na podnikový software jejímž většinovým vlastníkem je kapitálová firma Golden Gate Capital Partners. Jako soukromě vlastněná společnost nemá Infor za povinnost zveřejňovat své finanční zprávy. Jediný finanční údaj, který Infor poskytuje, je roční obrat. 
Infor získal formou akvizicí celou řadu společností, čímž se stal 3. největším poskytovatelem podnikových aplikací (měřeno obratem) za SAP a Oracle Corporation. Dle různých firemních a mediálních zdrojů je Infor s obratem 2,2 miliardy dolarů dnes 10. největší softwarovou společností na světě.[zdroj?]

## Historie
Firma byla založena v roce 2002 pod jménem Agilisys v Malvern ve státě Pensylvánie. V únoru 2004 bylo sídlo Agilisys přemístěno do Alpharetty, které leží v metropolitní oblasti Atlanty. Zároveň Agilisys odkoupil formou akvizice německou společnost Infor Business Solutions se sídlem ve Friedrichsthalu. V důsledku této akvizice došlo k přejmenování Agilisys na Infor Global Solutions. Třetím největším poskytovatelem podnikového softwaru na světě se Infor stal především po akvizici konkurenční společnosti SSA Global za 1,4 miliardy dolarů v květnu 2006.